# Marsberg
Marsberg (pronunciación en alemán: /ˈmaʁsˌbɛʁk/ⓘ) es un municipio situado en el distrito de Hochsauerland, en el estado federado de Renania del Norte-Westfalia (Alemania), con una población a finales de 2016 de unos 19 826 habitantes.
Se encuentra ubicado en el centro-este del estado, en la región de Arnsberg, cerca de la orilla del río Ruhr —un afluente derecho del Rin— y de la frontera con el estado de Hesse.